# Gumbiszki
Gumbiszki (lit. Gumbiškės) − wieś na Litwie, w gminie rejonowej Soleczniki, 4 km na wschód od Koleśników, zamieszkana przez 6 ludzi. Przed II wojną światową w Polsce, w powiecie lidzkim województwa nowogródzkiego.